# Harrogate (Tennessee)
Harrogate ist die größte Stadt im Claiborne County im US-Bundesstaat Tennessee.  Das U.S. Census Bureau hat bei der Volkszählung 2020 eine Einwohnerzahl von 4400 ermittelt. Das Areal war schon in den 1800er Jahren unter dem Namen bekannt, aber erst 1993 erhielt Harrogate Stadtstatus. Größere Bedeutung erlangt der Ort durch die Lincoln Memorial University, auf deren Gelände sich ein Museum befindet, in welchem sich eine der größten Lincoln-Sammlungen der Welt befindet.  

## Bildungseinrichtungen
Neben der Hochschule gibt es noch die J. Frank White Academy, eine High School, eine Mittel- und eine Grundschule sowie eine Verbundschule in Harrogate.

## Freizeitmöglichkeiten
Im Sportspark befinden sich ein Fußball- und zwei Baseballfelder. Spielgeräte sorgen für Unterhaltung von Kindern und Jugendlichen. Eine jährliche Weihnachtsparade und eine Veranstaltung zum Unabhängigkeitstag am vierten Juli sind Aktivitäten für alle Bürger der Stadt. Weitere Möglichkeiten der Freizeitgestaltung sind ein Besuch im Lincoln Museum und die sportliche Betätigung auf den Bowlingbahnen Hillcrest Lanes.